# Bahia-tapakúló
A Bahia-tapakúló (Eleoscytalopus psychopompus) a madarak osztályának verébalakúak (Passeriformes) rendjébe és a fedettcsőrűfélék (Rhinocryptidae) családjába tartozó faj.

## Rendszerezése
A fajt Dante Luiz Martins Teixeira és Nei Eni Demas Carnevalli írták le 1989-ben, a  Scytalopus nembe Scytalopus psychopompus néven is.

## Előfordulása
Brazíliában, Bahia állam területén az Atlanti-óceán partvidékén, kis területen honos. Természetes élőhelyei a szubtrópusi és trópusi mocsári erdők.

## Megjelenése
Testhossza 11 centiméter.

## Természetvédelmi helyzete
Az elterjedési területe kicsi és folyamatosan csökken, egyedszáma 250-999 példány közötti és szintén csökken. A Természetvédelmi Világszövetség Vörös listáján veszélyeztetett fajként szerepel.